# Hosiea japonica
Hosiea japonica är en tvåhjärtbladig växtart som beskrevs av Tomitaro Makino. Hosiea japonica ingår i släktet Hosiea och familjen Icacinaceae. Inga underarter finns listade i Catalogue of Life.